# Pagayawan
Pagayawan is een gemeente in de Filipijnse provincie Lanao del Sur in het noorden van het eiland Mindanao. Bij de laatste census in 2007 had de gemeente ruim 18 duizend inwoners.

## Geografie

### Bestuurlijke indeling
Pagayawan is onderverdeeld in de volgende 18 barangays:
| - Ayong - Bandara Ingud - Bangon - Biala-an - Diampaca - Guiarong - Ilian - Kalaludan - Linindingan | - Madang - Mapantao - Ngingir - Padas - Paigoay - Pinalangca - Poblacion - Rangiran - Rubokun |

## Demografie
Pagayawan had bij de census van 2007 een inwoneraantal van 18.374 mensen. Dit zijn 8.617 mensen (88,3%) meer dan bij de vorige census van 2000. De gemiddelde jaarlijkse groei komt daarmee uit op 9,12%, hetgeen hoger is dan het landelijk jaarlijks gemiddelde over deze periode (2,04%). Vergeleken met de census van 1995 is het aantal mensen met 9.474 (106,4%) toegenomen.

De bevolkingsdichtheid van Pagayawan was ten tijde van de laatste census, met 18.374 inwoners op 218 km², 84,3 mensen per km².